# Moshe Lewin

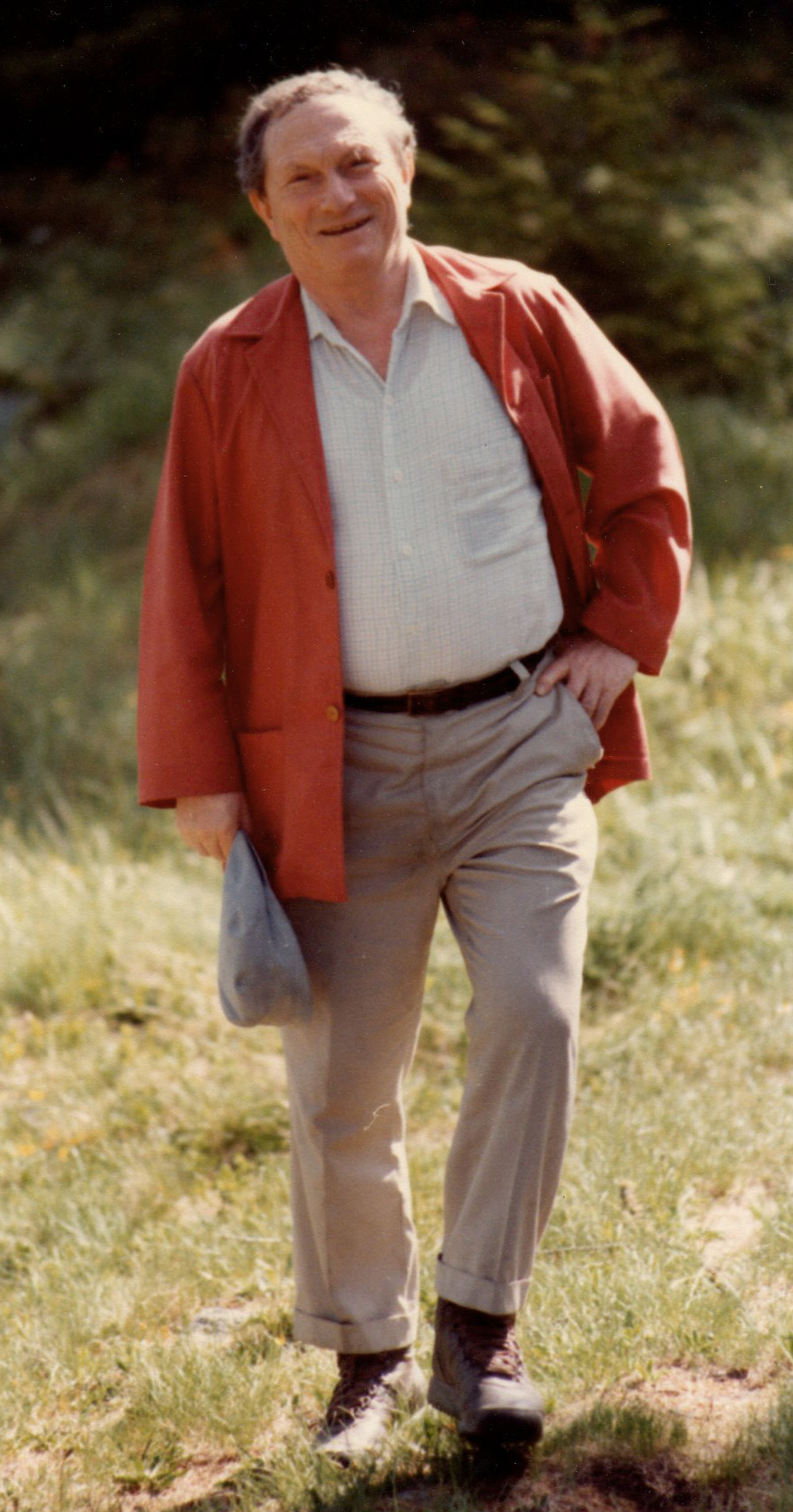
Moshe Lewin

Moshe Lewin (ur. 1921 w Wilnie, zm. 14 sierpnia 2010 w Paryżu) – francuski i amerykański historyk, badacz dziejów Rosji.

## Życiorys
Urodził się w 1921 roku w Wilnie. Rodzice zginęli w Holokauście. W czerwcu 1941 uciekł podczas inwazji niemieckiej w głąb ZSRR. W latach 1941–1943 pracował jako robotnik rolny oraz w fabryce metalurgicznej. Od 1943 służył w Armii Czerwonej. W 1946 wrócił do Polski, następnie wyemigrował do Francji. Od 1951 mieszkał w Izraelu. Absolwent Uniwersytetu Tel Awiwu. W latach 1961–1964 przebywał na stypendium na Sorbonie w Paryżu, gdzie uzyskał stopień doktora na podstawie pracy o kolektywizacji w ZSRR. W latach 1967–1968 wykładał na Columbia University. W latach 1968–1978 był profesorem w University of Birmingham, 1978-1995 w University of Pennsylvania. Zajmował się dziejami ZSRR. Jest zaliczany do grona rewizjonistów.

## Publikacje
- La Paysannerie et le Pouvoir Sovietique. Paris: Mouton, 1966. English edition: Russian Peasants and Soviet Power: A Study of Collectivization. Irene Nove with John Biggart, trans. London: George Allen and Unwin, 1968.
- Le Dernier Combat de Lénine. Paris: Les Editions de Minuit, 1967. English edition: Lenin's Last Struggle. A.M. Sheridan Smith, trans. New York: Random House, 1968.
- Political Undercurrents in Soviet Economic Debates: From Bukharin to the Modern Reformers. Princeton, NJ: Princeton University Press, 1974. Reissued as Stalinism and the Seeds of Soviet Reform: The Debates of the 1960s (1991).
- The Making of the Soviet System: Essays in the Social History of Interwar Russia. New York: Pantheon, 1985.
- The Gorbachev Phenomenon: A Historical Interpretation. Berkeley: University of California Press, 1988.
- Russia – USSR – Russia: The Drive and Drift of a Superstate. New York: The New Press, 1995.
- Stalinism and Nazism: Dictatorships in Comparison Co-edited with Ian Kershaw. Cambridge, England: Cambridge University Press, 1997.
- The Soviet Century London: Verso, 2005.

## Publikacje w języku polskim
- Dramatyczne wydarzenia w Rosji poddane próbie czasu i ocenie historii: poza apologią i potępieniem, Le Monde diplomatique 2007, nr 11, s. 10-11.
- Stalinizm i nazizm: porównanie dyktatur, pod red. Iana Kershawa oraz Moshe Lewina, przekł. Maria Borzobohata-Sawicka, Gdańsk: Harmonia Universalis Józef Częścik 2015.